# Fontaine-le-Bourg
Fontaine-le-Bourg är en kommun i departementet Seine-Maritime i regionen Normandie i norra Frankrike. Kommunen ligger i kantonen Clères som tillhör arrondissementet Rouen. År 2022 hade Fontaine-le-Bourg 1 883 invånare.

## Befolkningsutveckling
Antalet invånare i kommunen Fontaine-le-Bourg
| Referens: INSEE |